# Piercia altilis
Piercia altilis là một loài bướm đêm trong họ Geometridae.